# باتريك يوينغ جونيور
باتريك يوينغ جونيور (بالإنجليزية: Patrick Ewing Jr.)‏ مواليد 20 مايو 1984 في بوسطن، هو لاعب كرة سلة أمريكي/جامايكي سابق. بدأ مسيرته الاحترافية في سنة 2008. تم اختياره من قبل فريق سكرامنتو كينغز خلال الدرافت. يبلغ طوله 6 قدم 8 بوصة (2.0 م).

## المسيرة الاحترافية
لعب مع نيو أورلينز بيليكانز في سنة 2011، ثم لعب مع تليكوم باسكتس بون في الدوري الألماني في سنة 2012، ثم لعب مع نادي بلد الوليد لكرة السلة في الدوري الإسباني في سنة 2013.

## سجل المنافسة
شارك في المنافسات التالية:
- بطولة أمم الأمريكتين لكرة السلة 2013

## روابط خارجية
- باتريك يوينغ جونيور على موقع الاتحاد الدولي لكرة السلة (الإنجليزية)
- باتريك يوينغ جونيور على موقع إن بي أي (الإنجليزية)
- باتريك يوينغ جونيور على موقع سبورتس رفرنس (الإنجليزية)
- باتريك يوينغ جونيور على موقع الدوري الإسباني لكرة السلة (الإسبانية)
- باتريك يوينغ جونيور على موقع كرة السلة الأوروبية.كوم (الإنجليزية)
- باتريك يوينغ جونيور على موقع كلية كرة السلة في سبورتس رفرنس.كوم (الإنجليزية)
- باتريك يوينغ جونيور على موقع ريلجم (الإنجليزية)
- باتريك يوينغ جونيور على موقع بروبوليرز (الإنجليزية)
- باتريك يوينغ جونيور على موقع سبورتس رفرنس (الإنجليزية)
- باتريك يوينغ جونيور على موقع سبورتس رفرنس (الإنجليزية)